# Sasaki Takashige

Sasaki Takashige. Foi um Kugyō (nobre) do período Kamakura da história do Japão. Foi também um Bushō (Comandante Militar). Foi  filho de Sasaki Tsunetaka .
Após a Guerra Jōkyū de 1221, seu pai  Tsunetaka comete Seppuku e então se torna Shugo de Awa .
| Precedido por Sasaki Tsunetaka | 2º Shugo da Awa 1221 - | Sucedido por — |